# 賈斯汀·希克倫
賈斯汀·希克倫（德語：Justin Heekeren；2000年11月27日—）是一位德國足球運動員，在場上的位置是守門員。他現在效力於沙爾克04。